# Walenty Nyka
Walenty Michał Nyka – polski neurolog, doktor habilitowany nauk medycznych, pracownik naukowy Uniwersytetu Gdańskiego, Gdańskiego Uniwersytetu Medycznego, Powiślańskiej Szkole Wyższej i Elbląskiej Uczelni Humanistyczno-Ekonomicznej w Elblągu.

## Życiorys
W 1968 r. ukończył studia lekarskie na Gdańskim Uniwersytecie Medycznym, w 1973 obronił pracę doktorską, w 2002 habilitował się na podstawie pracy zatytułowanej Ocena czynników ryzyka, funkcji motorycznych i sprawności ogólnej u pacjentów z afatycznymi zaburzeniami mowy w ostrym okresie udaru niedokrwiennego mózgu. W 2003 uzyskał drugą habilitację z nauk medycznych.
Jest zatrudniony w Wyższej Szkole Zdrowia w Gdańsku.

## Odznaczenia
- Srebrny Krzyż Zasługi (2003)[3]
- Złoty Krzyż Zasługi (2010)[4]